# José Manuel Moreno
José Manuel Moreno Fernández (3. august 1916 - 26. august 1978) var en argentinsk fodboldspiller (angriber).
Moreno spillede 34 kampe og scorede 19 mål for Argentinas landshold. Han vandt guld med sit land ved de sydamerikanske mesterskaber i både 1941 og 1947. På klubplan spillede han størstedelen af sin karriere hos River Plate i sin fødeby Buenos Aires. Han havde også udlandsophold i både Colombia, Mexico, Chile og Uruguay.